# Volta ao Lago Poyang
A Volta ao Lago Poyang é uma corrida de ciclismo chinesa organizada cerca do lago Poyang, na província do Jiangxi. Criada em 2013, desenvolve-se a cada ano baixo a forma de uma prova por etapas, no mês de setembro. Ainda que não está inscrita no calendário UCI, atrai geralmente um grande número de corredores de equipas continentais à saída.

## Palmarés
| Ano       | Ganhador               | Segundo            | Terceiro           |
| --------- | ---------------------- | ------------------ | ------------------ |
| 2010      | Sergey Koudentsov      |                    |                    |
| 2011-2012 | ?                      | ?                  | ?                  |
| 2013.     | Nicholas Graham-Dawson | Julien Liponne     | Vahid Ghaffari     |
| 2014      | Ryan Cavanagh          | Sjoerd Kouwenhoven | Adam Farabaugh     |
| 2015      | Thomas Rabou           | John Ebsen         | Sjoerd Kouwenhoven |
| 2016.     | Žiga Grošelj           | Maarten de Jonge   |                    |
| 2017.     | Nikodemus Holler       | Peter Pouly        | Suleiman Kangangi  |
| 2018.     | Maarten de Jonge       | Jasper Ockeloen    | Jarosław Marycz    |
| 2019      | Oleksandr Golovash     | Sam Boardman       | Andriy Vasylyuk    |